# Vedres György-díj
A Vedres György-díj magyar építészeti elismerés, amelyet évente adományoznak 40 év alatti építészek számára, az előző évben megvalósult egészségügyi vagy oktatási létesítmény tervezéséért. 

## Története
A Vedres György-díjat az 1987-ben elhunyt Ybl-díjas építész, Vedres György emlékére alapította özvegye. A díjat 2013-tól ítéli oda a Magyar Építőművészek Szövetségének Elnöksége, és minden évben egy építész kaphatja meg. A díjat a Magyar Építőművészek Szövetsége éves közgyűlésén adják át.
A díjra minden olyan fiatal, 40. életévét be nem töltött építész pályázhat, aki az előző évben kiemelkedő oktatási vagy egészségügyi létesítményt hozott létre. A díj emléklappal és 100.000 Forint pénzdíjjal jár.

## Díjazottak
- 2024 - A CAN Architects a Szentpéterfai Általános Iskola tervéért[1]
- 2023 – Bődi Imre és Frikker Zsolt (Studio Fragment) a Semmelweis Egyetem Egészségtudományi Karának új budapesti épületéért[2]
- 2022
- 2021 – Rutkai Pál András (Healing Spaces Kft.) az egészségügyi intézmények szakértői munkájáért[3]
- 2020 – Tőrös Ágnes a budapesti Vizafogó Tagóvoda tervezéséért (Archikon Építésziroda, társtervezők: Nagy Csaba, Pólus Károly)[4]
- 2019 – Juhász Balázs a kemecsei járási tanuszoda, Vadász Balázs pedig a budakeszi Mosolyvár bölcsőde tervezéséért[5]
- 2018 – Csóka Balázs DLA a budakeszi műemlék iskolaépület felújításáért[6]
- 2017
- 2016 – Semmelweis Tamás a Velence – Kistérségi Orvosi Rendelő és Mentőállomás tervezéséért[7]
- 2015
- 2014 – Valkai Csaba a pilisszentlászlói Kékvölgy Waldorf Iskoláért[8]
- 2013 – László Tamás a gödi Piarista Szakiskola, Gimnázium és Kollégium asztalos és kőfaragó műhelye tervezéséért (társtervező: Golda János)[9]